# Frey-Viking Österblom
Frey-Viking Österblom, född 3 november 1900 i Kimito, död 1974, var en finländsk skolledare. Han var son till Frans Österblom.
Österblom blev student 1920, filosofie kandidat 1928 och filosofie magister 1934. Han var t.f. föreståndare för Västra Nylands folkhögskola 1928–30, ämneslärare vid Åbolands folkhögskola 1930–34 och rektor för Svenska folkakademin 1934–64. 
Österblom var sekreterare och ombudsman för Åbolands ungdomsförbund 1930–34 och timlärare vid Borgå folkhögskola 1934–53. Han var ordförande i Svenska folkpartiets lokalavdelning i Pojo 1929–30, i Borgå 1942–53 och styrelsemedlem 1937–62. Han var medlem av Svenska folkpartiets första centralstyrelse 1942–54, tillhörde stadsfullmäktige i Borgå 1945–53 och sekreterare för svenska stadsfullmäktigegruppen.
Österblom var medlem av kyrkofullmäktige i Borgå 1943, viceordförande och sekreterare i svenska folkskoledirektionen i Borgå 1946–47, sekreterare i styrelsen för Svenska klubben i Borgå 1946–56, styrelsemedlem i Finlands svenska folkhögskollärarförening 1939–64, kassör 1939–46, styrelsemedlem i Borgåbygdens ungdomsförbund 1935–48, medlem i statens folkakademikommitté 1949–51 och ordförande i elevförbundet vid Svenska folkakademien 1935–53. Han skrev Svenska folkakademin 50 år (1958).